# アルベルト・サパテル
アルベルト・サパテル（Alberto Zapater Arjol, 1985年6月13日 - ）はスペイン・アラゴン州サラゴサ県出身のサッカー選手。ポジションはMF（ディフェンシブハーフ）。
レアル・サラゴサ時代には、カルロス・ディオゴが怪我するなどして選手層が手薄になったときに右サイドバックでプレーした経験がある。

## 経歴
スペインU-20代表として2005 FIFAワールドユース選手権に出場し、ベスト8進出に貢献した。

### レアル・サラゴサ
2004年のスーペル・コパでデビューすると、瞬く間にレギュラーの座を勝ち取り、20代前半にしてレアル・サラゴサの中盤に欠かせない選手になった。2006年5月にはフランスのオリンピック・リヨンから具体的なオファーが届いたものの、サラゴサとの契約を延長した。2007-08シーズンは自己最多タイの36試合に出場し、後半戦にはキャプテンを務めたが、監督がめまぐるしく代わったチームは18位でセグンダ・ディビシオン（2部）に降格した。2008-09シーズンは開幕時からキャプテンとしてチーム最多の39試合に出場し、2位でのプリメーラ・ディビシオン（1部）復帰に大きく貢献した。後半戦のレアル・ムルシア戦とエルクレスCF戦では2試合連続ゴールを決めた。

### ジェノアCFC
2009年夏、サラゴサでかつてチームメイトだったディエゴ・ミリートがジェノアCFCにサパテル獲得を薦め、移籍金450万ユーロ（約6億1000万円）で移籍した 。サラゴサは契約年数が残り1年となったサパテルに契約延長オファーを出すつもりがなく、移籍金が発生するうちに放出したかったようである。サパテルはキャプテンとして尽くしてきたチームにぞんざいに扱われたことに動揺し、泣きながら移籍会見を行った。8月23日、シーズン開幕戦のASローマ戦に出場し、同点ゴールとなる初得点を決めて華々しくデビューした。9月17日、UEFAヨーロッパリーグのグループリーグ・スラビア・プラハ戦で開始4分に得点したが、この得点はこのシーズンから始まったUEFAヨーロッパリーグの初得点（予選は含めず）となった。2010年1月、ユヴェントスからの関心が報道された。

### スポルティングCP
2010年8月、移籍金200万ユーロの5年契約でスポルティングCPに移籍した。スポルティングからはミゲル・ヴェローゾがジェノアCFCに移籍した。

### ロコモティフ・モスクワ
2011年8月、ロシア・プレミアリーグに所属するFCロコモティフ・モスクワへ移籍金なしの5年契約で移籍をした。

### レアル・サラゴサ復帰
2016年6月19日、3年契約でレアル・サラゴサへの復帰が決定した。復帰後も長いプロキャリアで培った経験を生かしてレギュラーとしてプレーし、2022-23シーズン終了後に契約満了での退団が決定した。

### アトレティコ・オタワ
2023年6月28日、アトレティコ・オタワに加入した。

## 所属クラブ
- レアル・サラゴサ 2004-2009
- ジェノアCFC 2009-2010
- スポルティング・クルーベ・デ・ポルトゥガル 2010-2011
- FCロコモティフ・モスクワ 2011-2015
- レアル・サラゴサ 2016-2023
- アトレティコ・オタワ 2023-

## 獲得タイトル
レアル・サラゴサ
- スーペルコパ・デ・エスパーニャ (2004)